# Antonín Herget

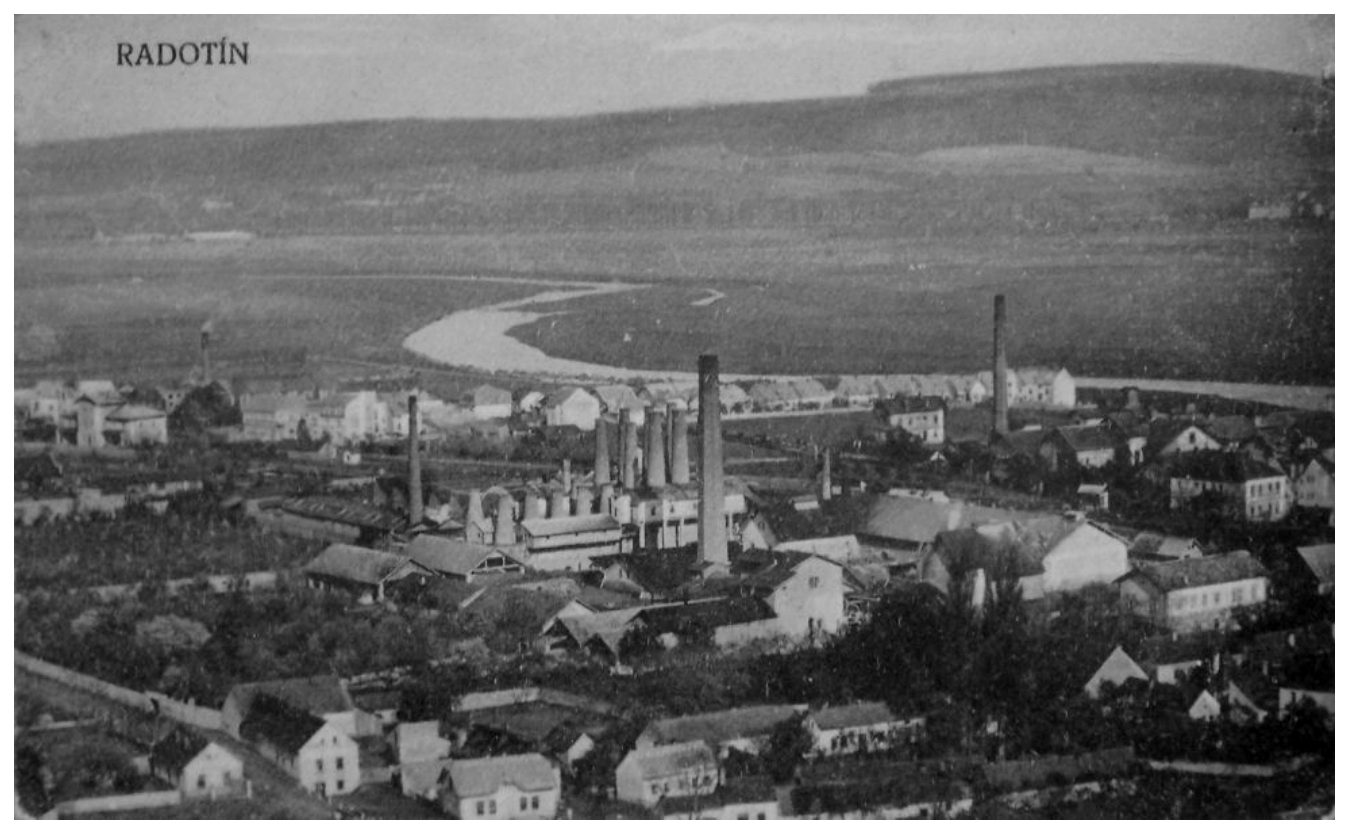
Budova s jedním komínem uprostřed je radotínská vápenka. Cementárna Radotín je komplex budov s komíny hned za radotínskou vápenkou (Radotín na dobové pohlednici – rok 1920)

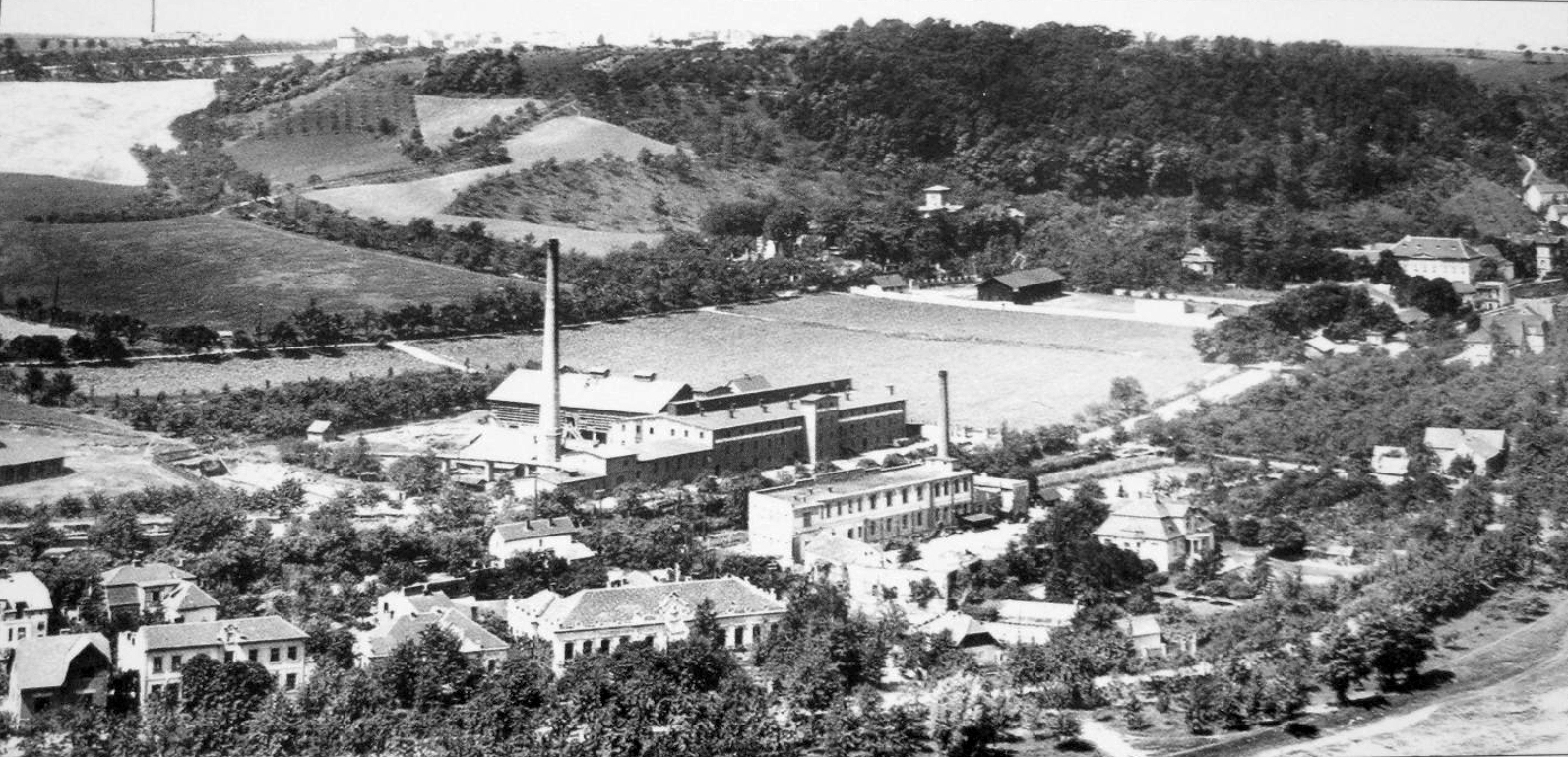
Hergetova cihelna (Praha–Sedlec) na dobové pohlednici

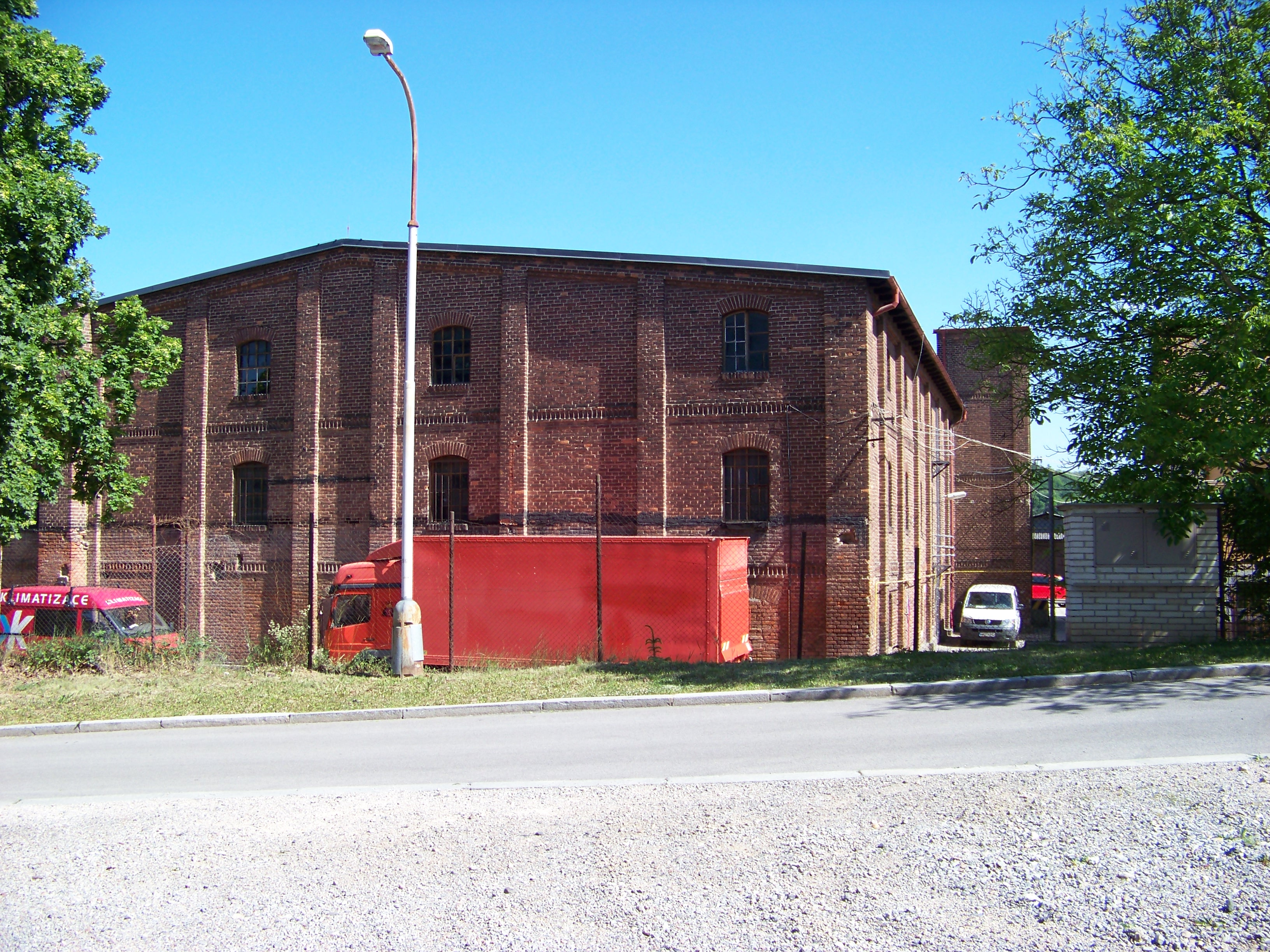
Budova bývalé Hergetovy cihelny v Praze–Sedlci (2011)

Antonín Herget (19. září 1862, Hlubočepy – 20. října 1918) častěji uváděn jako Anton Herget byl nejstarším synem podnikatele Maxmiliána Hergeta a stejně jako jeho otec i Antonín byl (na přelomu 19. a 20. století v Praze) aktivní v oboru produkce stavebních hmot (cihly, vápno).

## Život

### Otec
Otec Antonína Hergeta, podnikatel v průmyslu stavebních hmot Max Herget (respektive Maxmilián Herget), pocházel z tradiční pražské podnikatelské rodiny.
Maxův děd Franz Anton Leonard Herget založil Hergetovu cihelnu na Malé Straně a vytvořil tzv. Hergetův plán Prahy. Roku 1787 podnikání v cihlářském průmyslu prodal, ale roku 1816 se noví majitelé Hergetovy cihelny opět propojili s rodem Hergetů, když se dcera jednoho z nich provdala za Antonína Hergeta, který vlastnil cihelny na Smíchově.
Max Herget vedl společně s bratrem Adolphem rodinný podnik. Po smrti bratra v roce 1861 se stal jediným vlastníkem. Šlo o cementárnu v Hlubočepích a parní cihelnu v Bubenči. Do pražského podnikatelského světa vstoupil Maxmilián Herget ještě výrazněji v 70. letech 19. století, kdy po krachu na vídeňské burze (9. května 1873) a následném otřesu způsobeném hospodářskou krizí odkoupil v roce 1876 jako dosavadní hlavní akcionář cementárnu v Radotíně, kterou pak dále rozšiřoval (vyvážel do celých Čech, na Moravu a do Uher). Kromě toho mu patřily cihelny na Smíchově, v Bubenči a Dejvicích. Postupným přikupováním pozemků se mu podařilo získat do svého majetku i celý vápencový vrch Barrandov.

### Dědictví
Po smrti Maxe Hegerta v březnu 1893 na zápal plic zemřel v témže roce i jeho mladší syn Rudolf Herget. Definitivní uzavření pozůstalosti po Maxovi a Rudolfu Hergetových se tak (i vlivem nedobrých rodinných vztahů) protáhlo na tři roky. Rodinná firma se tak definitivně po roce 1896 mohla stát společným majetkem zbylých Hergetových dětí. Firmu nakonec zdědili Antonín Herget, (dědicové po Rudolfu Hergetovi), Wilhelmina von Herget (1864–1926), Helena Miessl von Zeileissen (rozená Hergetová) a Marie Hergetová (1870–1917). Vedení rodinného podniku se zprvu za své sourozence ujal nejstarší syn Maxe Hergeta, Antonín Herget. Veřejnými společníky se nakonec stali Antonín Herget, Wilhelmina von Herget, Helena Miessl von Zeileissen a Marie Hergetová.

### Sestry
Ačkoliv Antonín Herget v roce 1897 uskutečnil velkou rekonstrukci radotínského podniku, bezmezné důvěře svých sester se netěšil a jeho pravomoci v rodinném podniku byly poněkud omezené (nemohl firmu zastupovat samostatně). Antonín řídil společnost za svoje sestry až do roku 1902, ale stupňující se neshody se zbytkem rodiny jej nakonec přinutily rodinnou firmu v březnu 1902 opustit. Antonína od 4. dubna 1902 nahradila ve vedení firmy nejmladší dcera Maxe Hergeta Marie Hergetová (1870–1917), která se těšila větší důvěře členů rodiny Hergetových než Antonín a tak mohla firmu zastupovat již zcela samostatně. Marie si počínala ve vedení firmy velmi dobře; vykonávání takové odpovědné vedoucí funkce nebylo u žen té doby vůbec obvyklé. Marie Hergetová zemřela ještě během první světové války dne 19. července 1917 ve věku 46 let a na její místo nastoupila Wilhelmina Hergetová, ale rodinnému podniku se věnoval hlavně její manžel Jindřich Herget.

### Antonín
Antonín během března 1902 odešel z rodinné firmy. Chtěl pokračovat v podnikání – vzdal se svého podílu ve firmě (respektive si nechal v roce 1902 nebo 1903 vyplatit podíly z rodinné společnosti) a takto získané finanční prostředky použil na založení své vlastní samostatné firmy.

### Sedlec u Prahy
V Sedlci u Prahy se cihly vyráběly ve dvou cihelnách a to už v první polovině 19. století. Tyto cihelny s několika hliništi vlastnil pražský podnikatel a komunální politik František Pštross a po jeho smrti dcera Anna Novotná. Antonín Herget, který už vlastnil cihelnu v Bubenči, koupil obě sedlecké cihelny a k tomu i sedlecký velkostatek U železniční trati navíc nechal v roce 1902 nebo 1903 postavit (podle návrhu berlínské firmy Wilhelm Eckardt & Ernst Hotop) zcela novou moderní cihelnu. Stavbu cihelny provedla stavitelská firma Anton Möse ze Smíchova. Areálu cihelny vévodil tovární komín vysoký přes 40 metrů, byla zde kruhová pec zabudovaná do sušárny, strojová lisovna s generátorem a nechyběla ani nezbytná administrativní budova.
Kromě sedlecké cihelny založil Antonín později v Holyni vápenku, ale učinil tak v době nepříliš vhodné, tedy před vypuknutím první světové války. V té se angažoval na východní frontě coby důstojník v hodnosti rytmistra (v armádě rakousko-uherské a německé to odpovídalo hodnosti hejtmana). Nicméně válka jej finančně vyčerpala a tak v březnu 1917 prodal svoji firmu s přilehlým sedleckým velkostatkem Bance stavebních živností. Banka firmu transformovala ve společnost s ručením omezeným „Anton Herget, cihlářské závody v Sedlci u Prahy, spol. s r.o.“ (Po smrti Antonína Hergeta v roce 1918 získali jeho potomci z této firmy podíl.) Finanční instituce si ve vlastnictví podržela 36% kmenového kapitálu a zbytek předala svým akcionářům i významným pražským stavitelům, mezi nimiž byli: architekt Jaroslav Benedikt; architekt Josef Drahoš; inženýr Jaroslav Václav Velflík.

### Holyně
Do začátku 30. let 20. století se zásoby nerostných surovin určených pro holyňskou vápenku téměř úplně vyčerpaly. Navíc se na trhu se stavebními hmotami (vápno, cement) rozpoutaly cenové války. Vedení firmy se rozhodlo závod v Holyni odprodat, což se po několika neúspěšných pokusech nakonec zdařilo a v roce 1933 vápenku v Holyni zakoupila akciová společnost Prastav.

### Závěr
Kenotaf Antonína Hergeta se nachází na pražském hlubočepském hřbitově asi 2 metry od vchodu do hřbitova (po pravé straně) a svoji zadní stranou přiléhá k jižní hřbitovní zdi. Na desce je nápis: ANTON HERGET / K. K. RITTMEISTER / GEB. AM 19. SEPT. 1862 / GEST. AM 12. OKT. 1918. Nedaleko od náhrobku Antonína Hergeta se rovněž při jižní zdi hřbitova v Hlubočepích nachází i náhrobek jeho sestry Marie Hergetové. Nedaleko se o zeď opírá již obtížně čitelný náhrobek i druhé sestry Antonína Hergeta Vilemíny Hergetové.

Hlubočepský hřbitov (vpravo od vchodu; při jižní zdi)
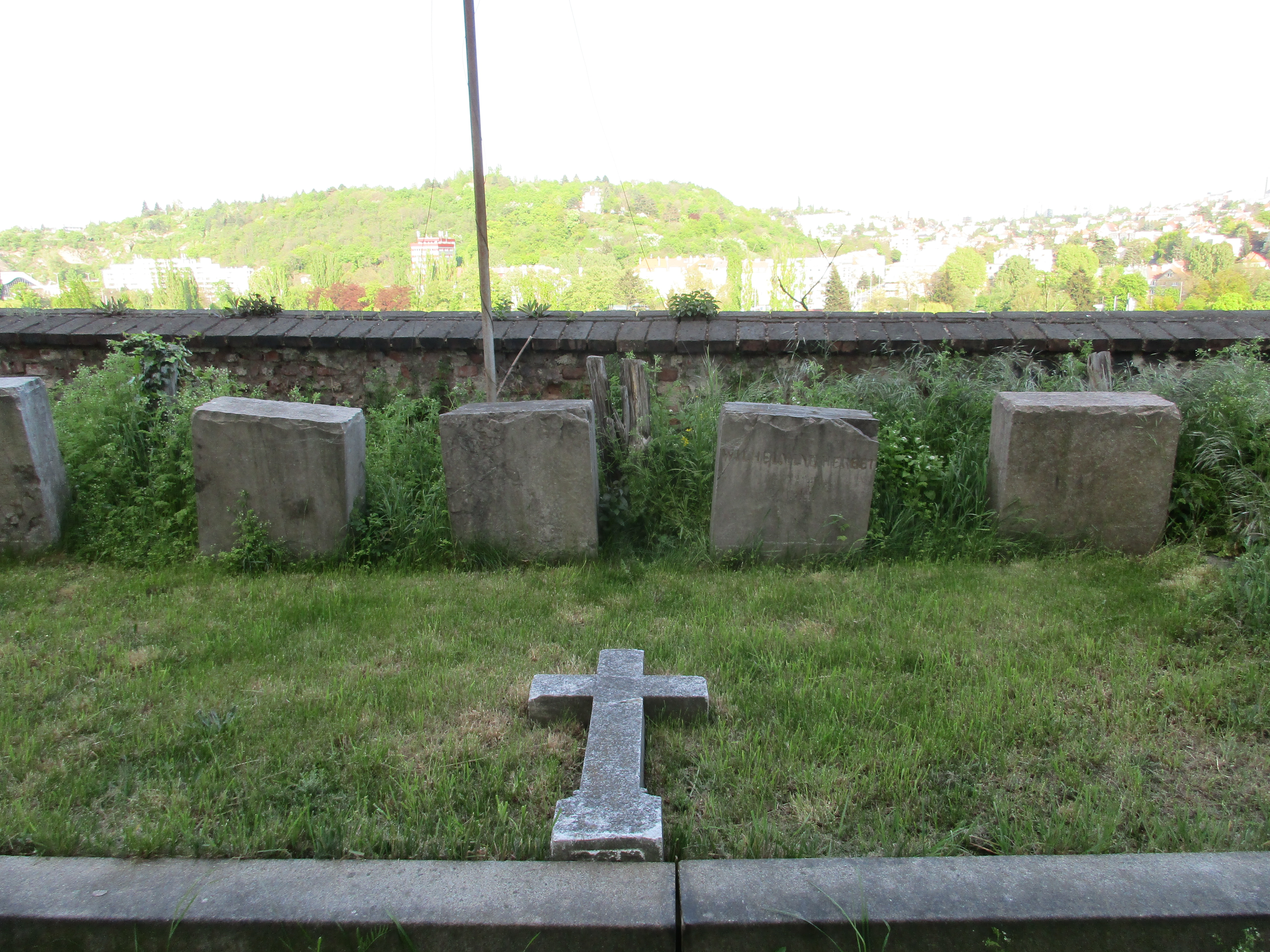
Náhrobky rodiny Hergetů (2016)
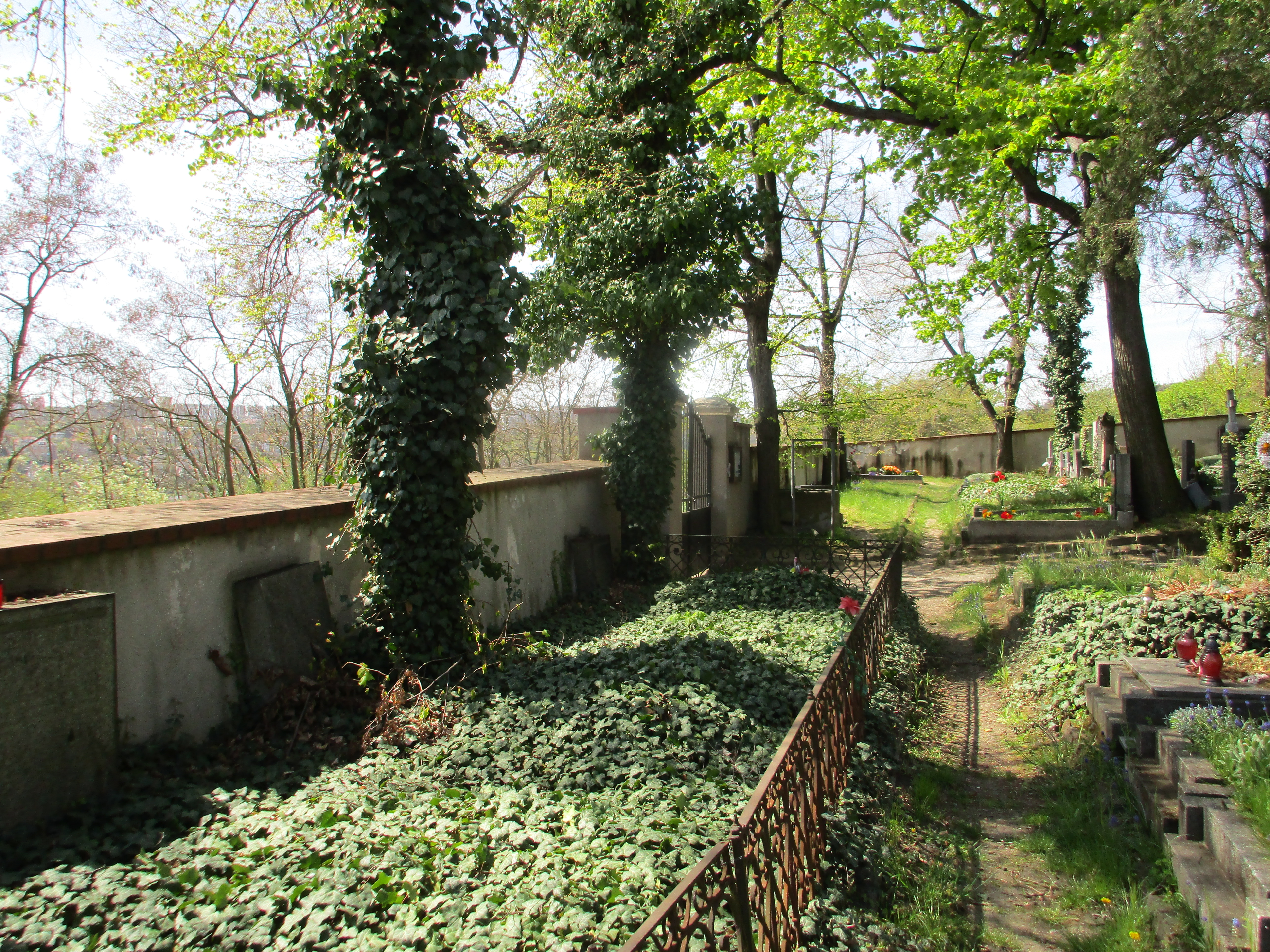
Sekce hrobů a kenotafů podnikatelské rodiny Hergetů (2016)
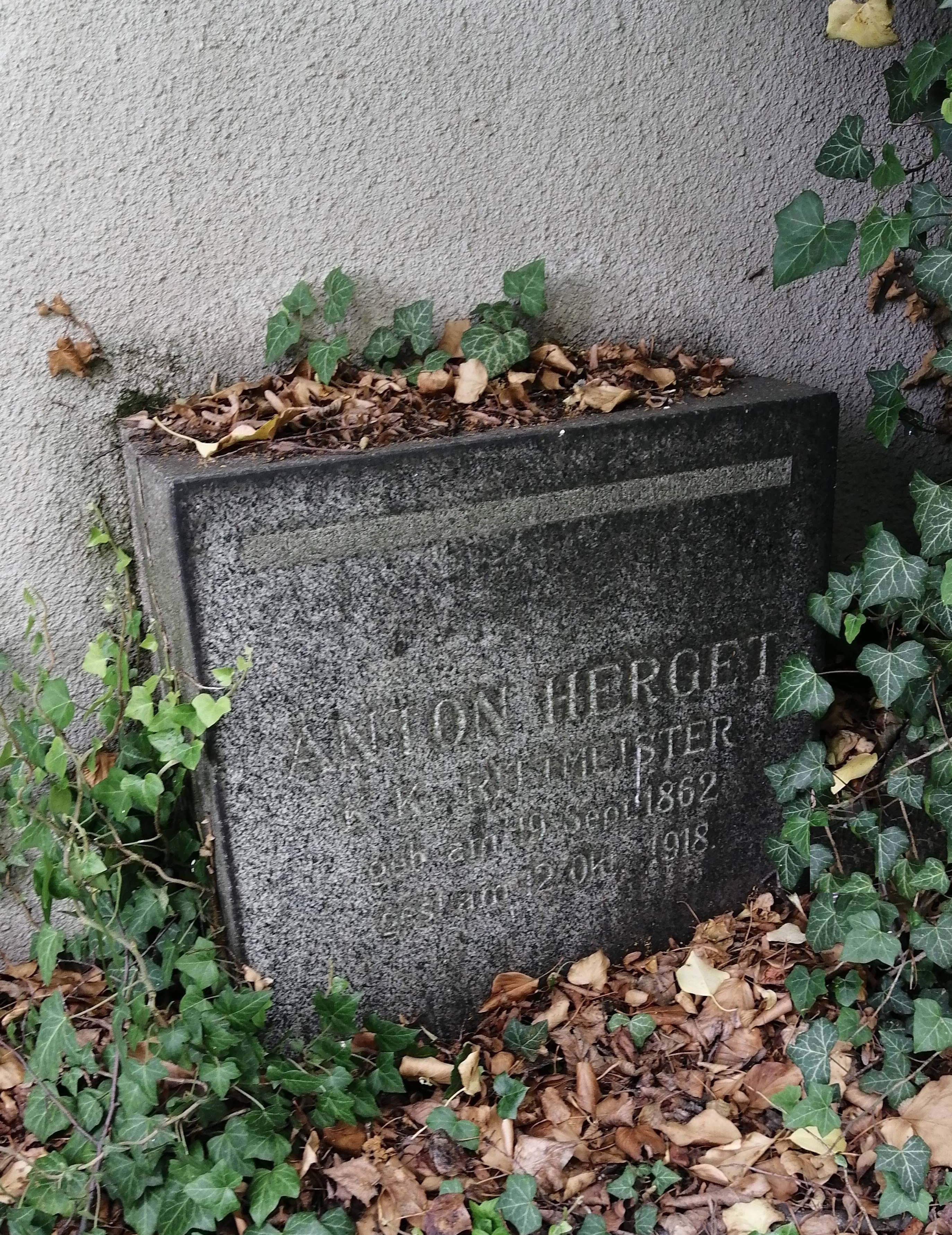
Kenotaf Antonína Hergeta (1862–1918)
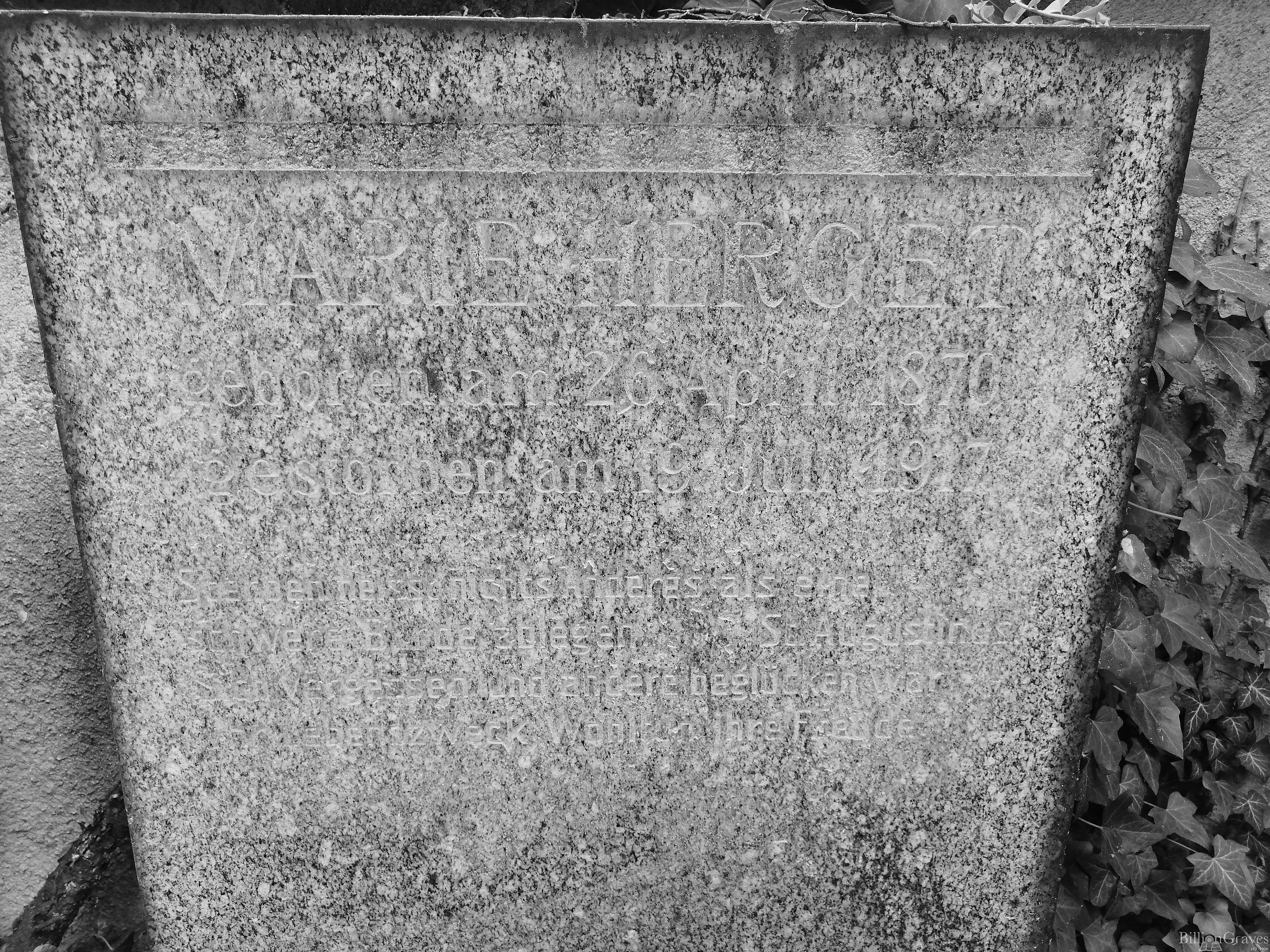
Náhrobek Marie Hergetové (1870–1917)[p. 1]
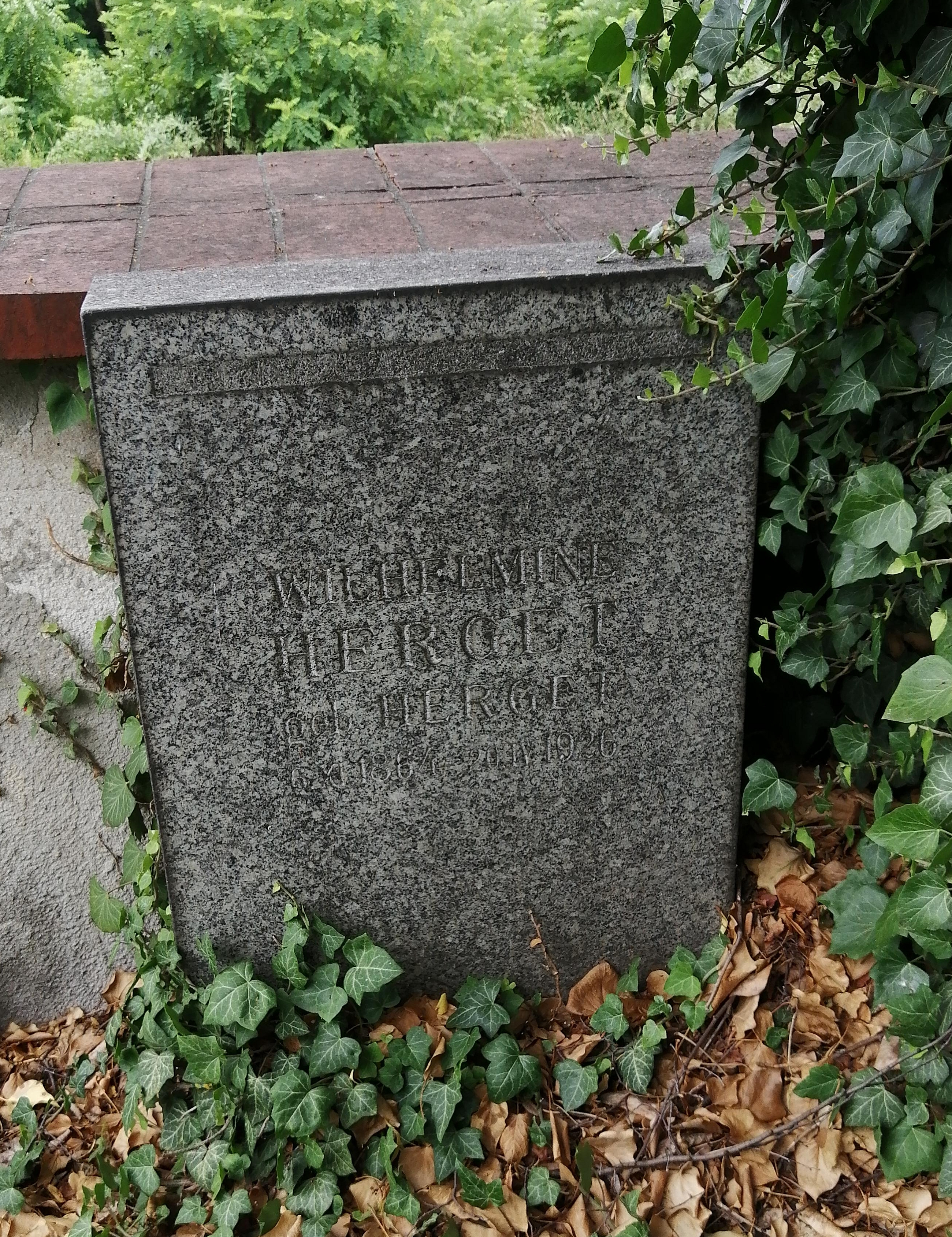
Náhrobek Vilemíny Hergetové (1864–1926)[p. 2]